# Ronde van Vlaanderen 1996/Startlijst
Onderstaand het deelnemersveld van de 80e Ronde van Vlaanderen verreden op 9 april 1996. Deze lijst behandelt de 111 renners die hebben uitgereden. De Italiaan Michele Bartoli (MG) kwam in Meerbeke als winnaar over de streep, voor zijn ploegmaat en landgenoot Fabio Baldato. De Belg Johan Museeuw (Mapei) droeg nummer één als titelverdediger. De renners werden gerangschikt naar uitslag en ploeg.

## Ploegen
| K = Kopman | DNF = Aantal renners niet uitgereden |

### MG Maglificio–Technogym
Michele Bartoli K 

 Fabio Baldato 

 Fabiano Fontanelli 5E

 Rolf Järmann 24E

 Nicola Loda 75E

DNF

DNF

DNF

### Mapei–GB
Johan Museeuw K 

 Andrea Tafi 15E

 Franco Ballerini 18E

 Carlo Bomans 27E

 Bart Leysen 64E

 Wilfried Peeters 68E

 Ludwig Willems 72E

 Gianluca Bortolami 107E

### Rabobank
Vjatsjeslav Jekimov 4E

 Rolf Sørensen K 9E

 Edwig Van Hooydonck 26E

 Adrie van der Poel 60E

 Arvis Piziks 69E

 Léon van Bon 79E

DNF

DNF

### Lotto–Isoglass
Andrei Tchmil K 6E

 Frank Corvers 36E

 Marc Sergeant 37E

 Marc Wauters 46E

 Peter Farazijn 71E

 Nico Mattan 78E

DNF

DNF

### Festina–Lotus
Laurent Brochard K 7E

 Bruno Boscardin 33E

 Lars Michaelsen 34E

 Emmanuel Magnien 44E

 Jérôme Chiotti 109E

DNF

DNF

DNF

### Roslotto–ZG Mobili
Oleksandr Hontsjenkov K 8E

 Maurizio Fondriest 19E

 Mario Manzoni 58E

 Aleksej Sivakov 88E

 Vjatsjeslav Dzjavanjan 99E

 Paolo Savoldelli 101E

 Pascal Lino 102E

DNF

### TVM–Farm Frites
Peter Van Petegem K 10E

 Maarten den Bakker 53E

 Tristan Hoffman 67E

 Hendrik Redant 81E

 Steven de Jongh 95E

 Martin van Steen 96E

DNF

DNF

### San Marco
Gabriele Missaglia K 11E

 Ivan Luna 62E

DNF

DNF

DNF

DNF

DNF

DNF

### Team Polti
Gianluca Pianegonda K 12E

 Frédéric Guesdon 49E

 Rossano Brasi 50E

 Giovanni Lombardi 110E

DNF

DNF

DNF

DNF

### Carrera Jeans
Beat Zberg 13E

 Marco Artunghi 51E

 Markus Zberg 89E

DNF

DNF

DNF

DNF

DNF

### Gewiss–Playbus
Gabriele Colombo K 14E

 Stefano Zanini 65E

 Dario Bottaro 73E

 Ermanno Brignoli 91E

 Bruno Cenghialta 93E

DNF

DNF

DNF

### Motorola
Maximilian Sciandri K 16E

 Lance Armstrong 28E

 Andrea Peron 42E

 George Hincapie 52E

DNF

DNF

DNF

DNF

### GAN
Cédric Vasseur 17E

 Laurent Desbiens 35E

 Philippe Gaumont 38E

 Francis Moreau 59E

 François Lemarchand 97E

DNF

DNF

DNF

### Telekom
Erik Zabel K 20E

 Brian Holm 29E

 Rolf Aldag 30E

 Olaf Ludwig 32E

 Steffen Wesemann 70E

 Kai Hundertmarck 82E

DNF

DNF

DNF

### Panaria–Vinavil
Marco Serpellini K 21E

 Zbigniew Spruch 63E

 Oscar Camenzind 94E

 Davide Bramati 111E

DNF

DNF

DNF

DNF

### Saeco–Estro
Mario Scirea 22E

 Mario Cipollini K 31E

 Eddy Mazzoleni 41E

 Giorgio Furlan 43E

 Eros Poli 66E

 Silvio Martinello 105E

DNF

DNF

### Collstrop–Lystex
Johan Capiot 23E

 Tom Desmet 74E

 Rob Mulders 76E

DNF

DNF

DNF

DNF

DNF

### Refin–Mobilvetta
Fabio Roscioli 25E

 Djamolidin Abdoezjaparov 45E

 Mauro Bettin 47E

 Jo Planckaert 57E

 Gianluca Pierobon 90E

DNF

DNF

DNF

### AKI–Gipiemme
Gianluca Gorini 39E

 Denis Zanette 54E

 Michelangelo Cauz 85E

 Luca Colombo 103E

DNF

DNF

DNF

DNF

### Brescialat–Oyster
Marco Milesi 40E

 Claudio Camin 106E

DNF

DNF

DNF

DNF

DNF

DNF

### Vlaanderen 2002–Eddy Merckx
Geert Verheyen 55E

 Wim Vansevenant 61E

 Serge Baguet 77E

 Geert Van Bondt 84E

 Wim Feys 98E

DNF

DNF

DNF

### Scrigno–Gaerne
Stefano Casagrande 56E

DNF

DNF

DNF

DNF

DNF

DNF

DNF

### Kelme–Costa Blanca
Francisco Cabello 80E

 José Ángel Vidal 104E

DNF

DNF

DNF

DNF

DNF

DNF

### Palmans–Boghemans
Hans De Clercq 83E

 Mario De Clercq 86E

 Robbie Vandaele 92E

DNF

DNF

DNF

DNF

DNF

DNF

### Giant–AIS
Maurizio Molinari 87E

DNF

DNF

DNF

DNF

DNF

DNF

DNF

### Vosschemie–Zetelhallen
Michel Vanhaecke 100E

 Mario Moermans 108E

DNF

DNF

DNF

DNF

DNF

DNF

## Afbeeldingen

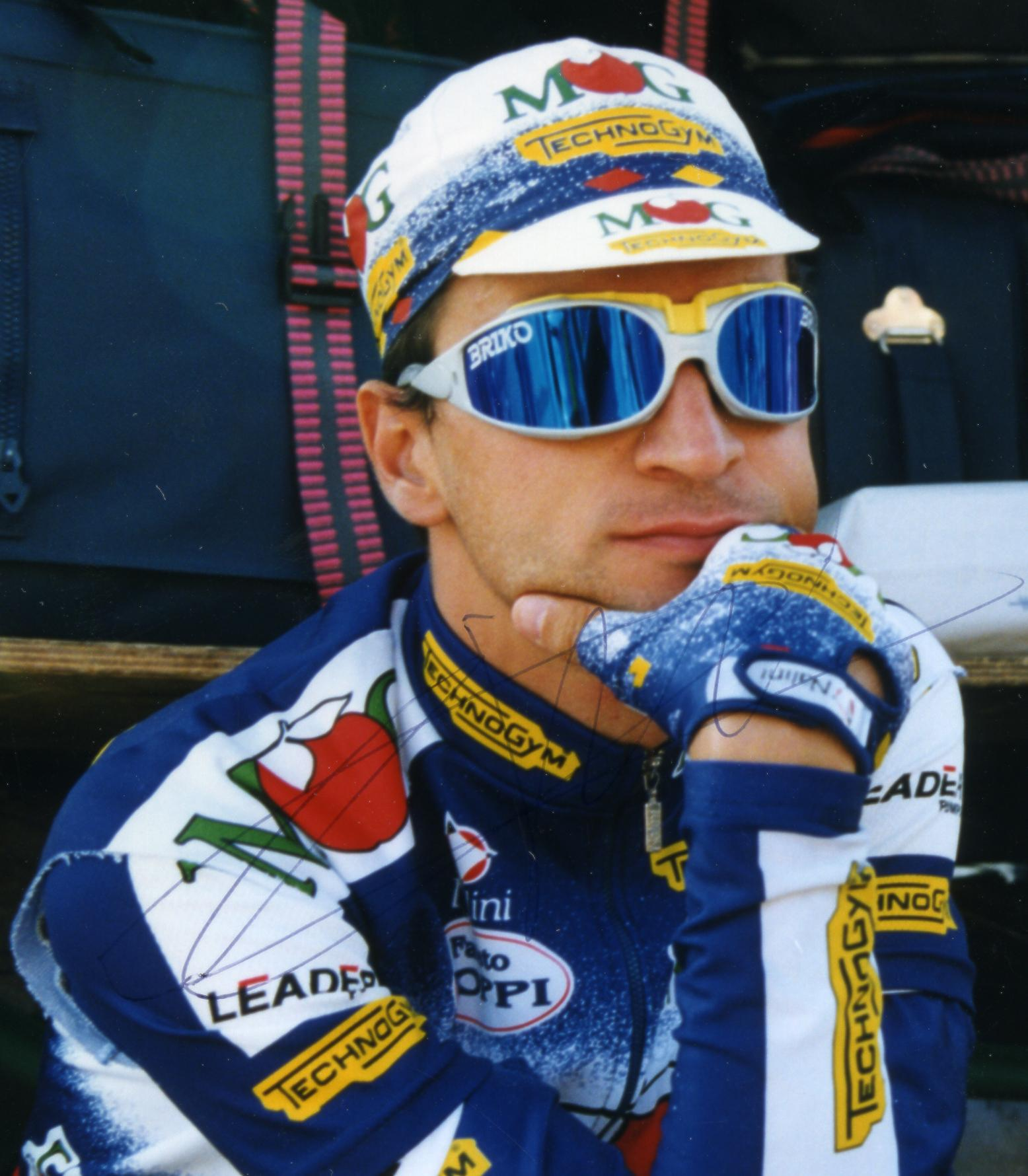
Michele Bartoli
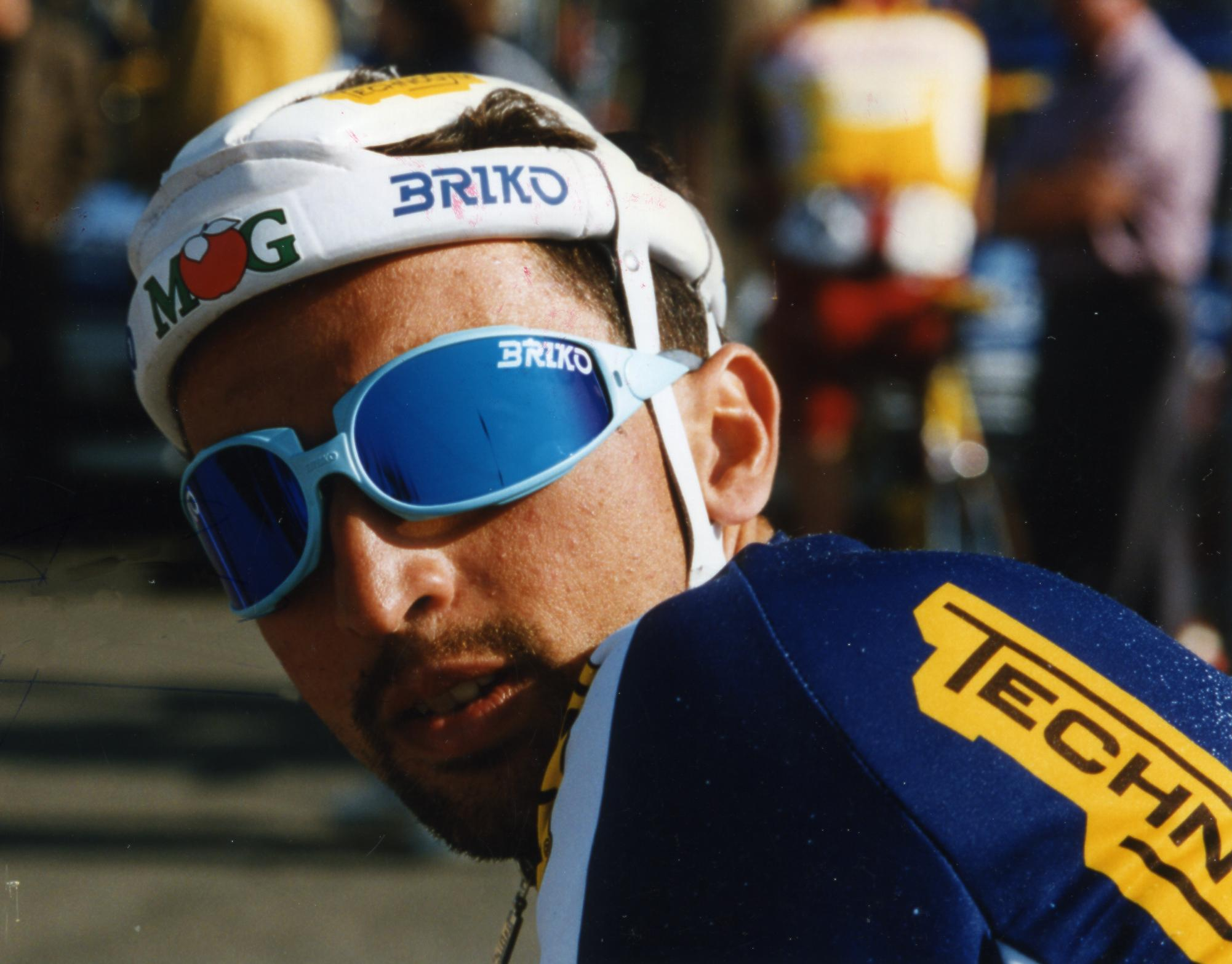
Fabio Baldato
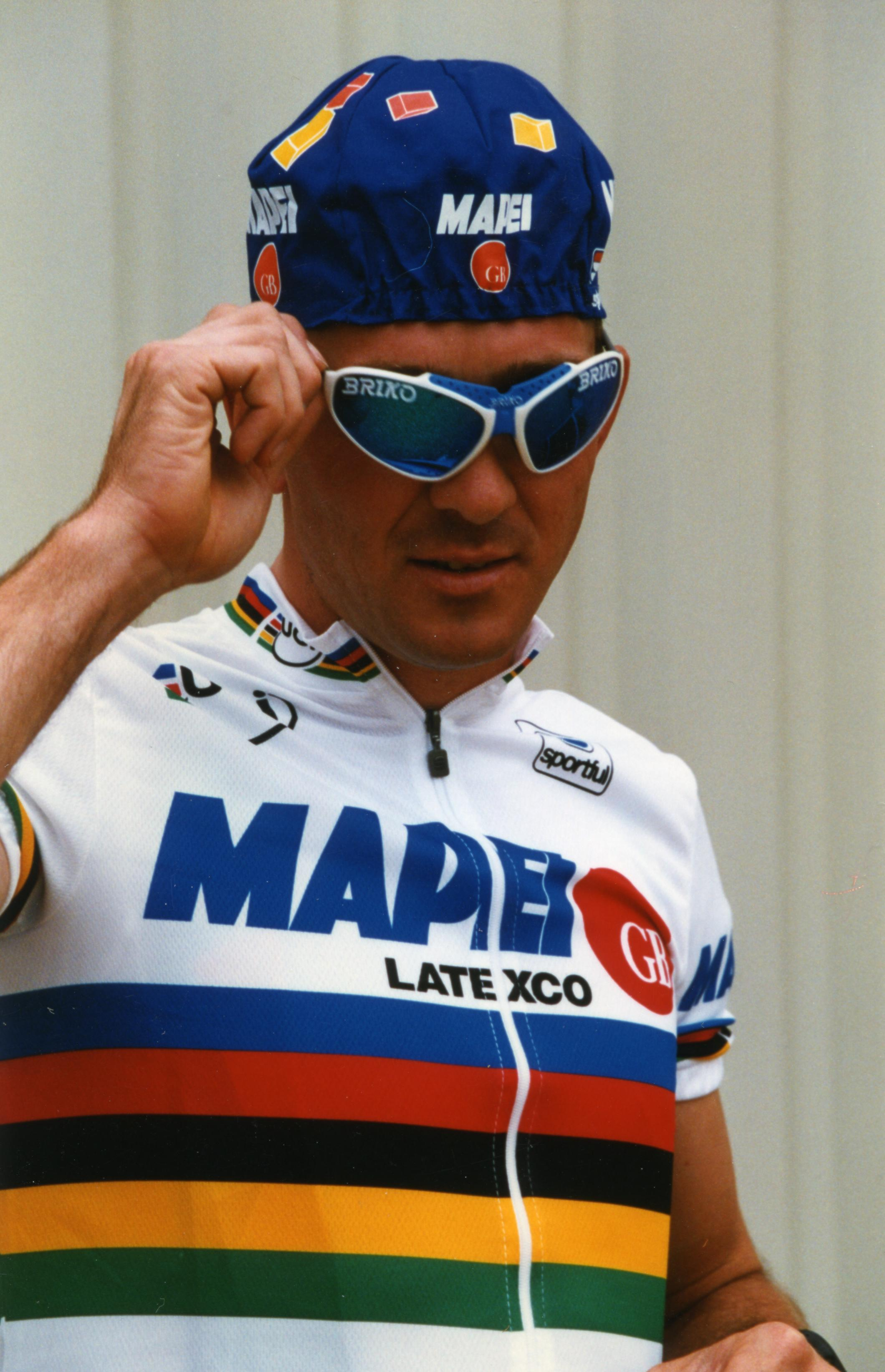
Johan Museeuw
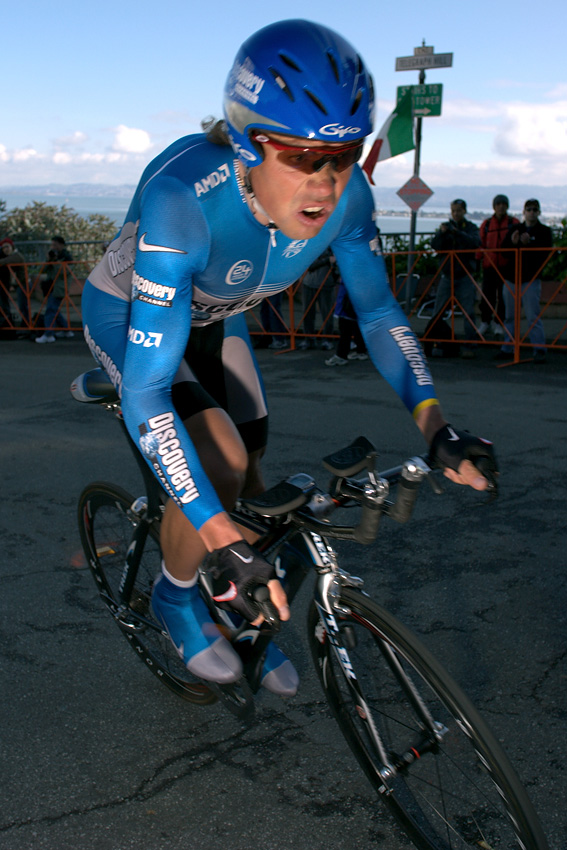
Vjatsjeslav Jekimov
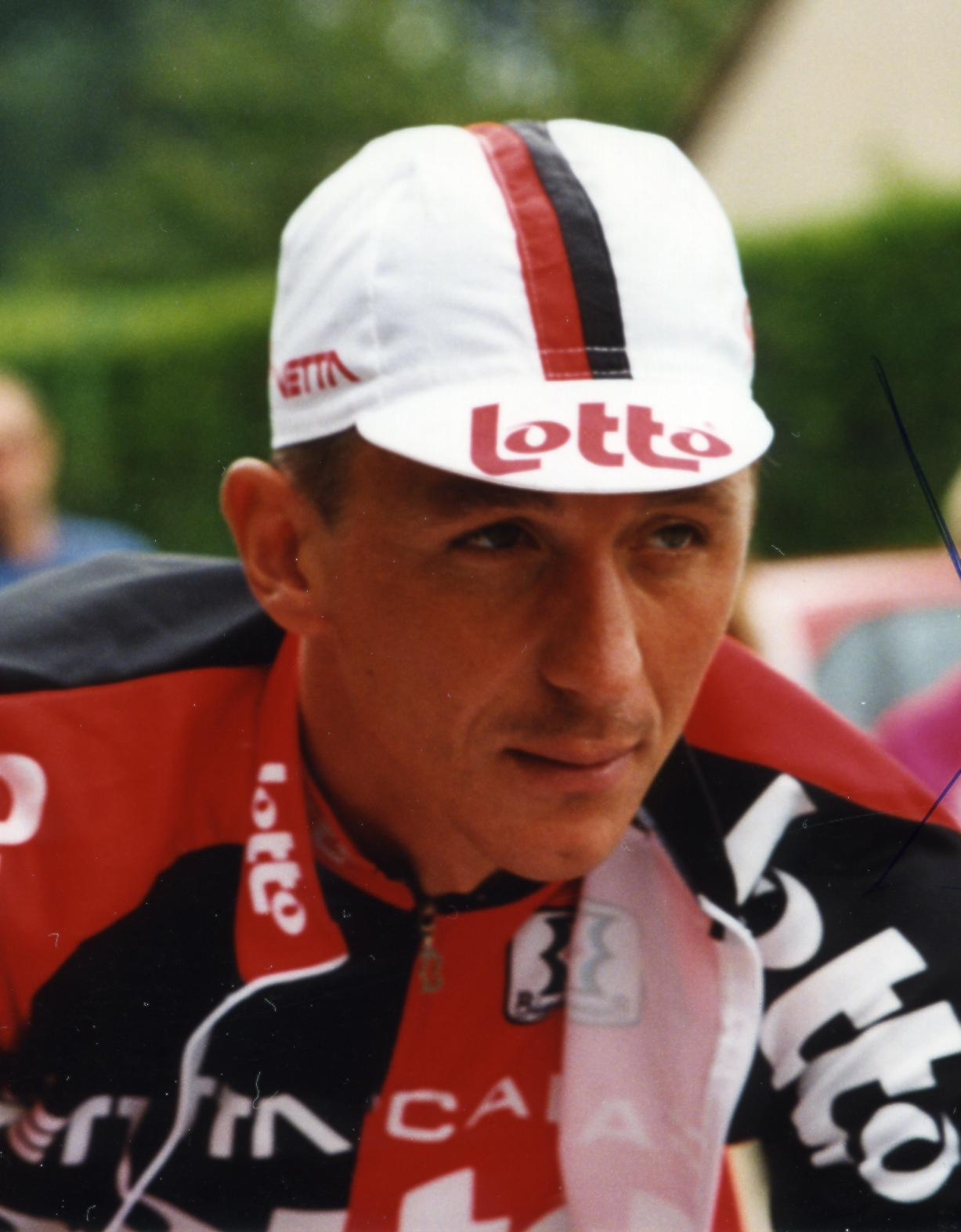
Andrei Tchmil
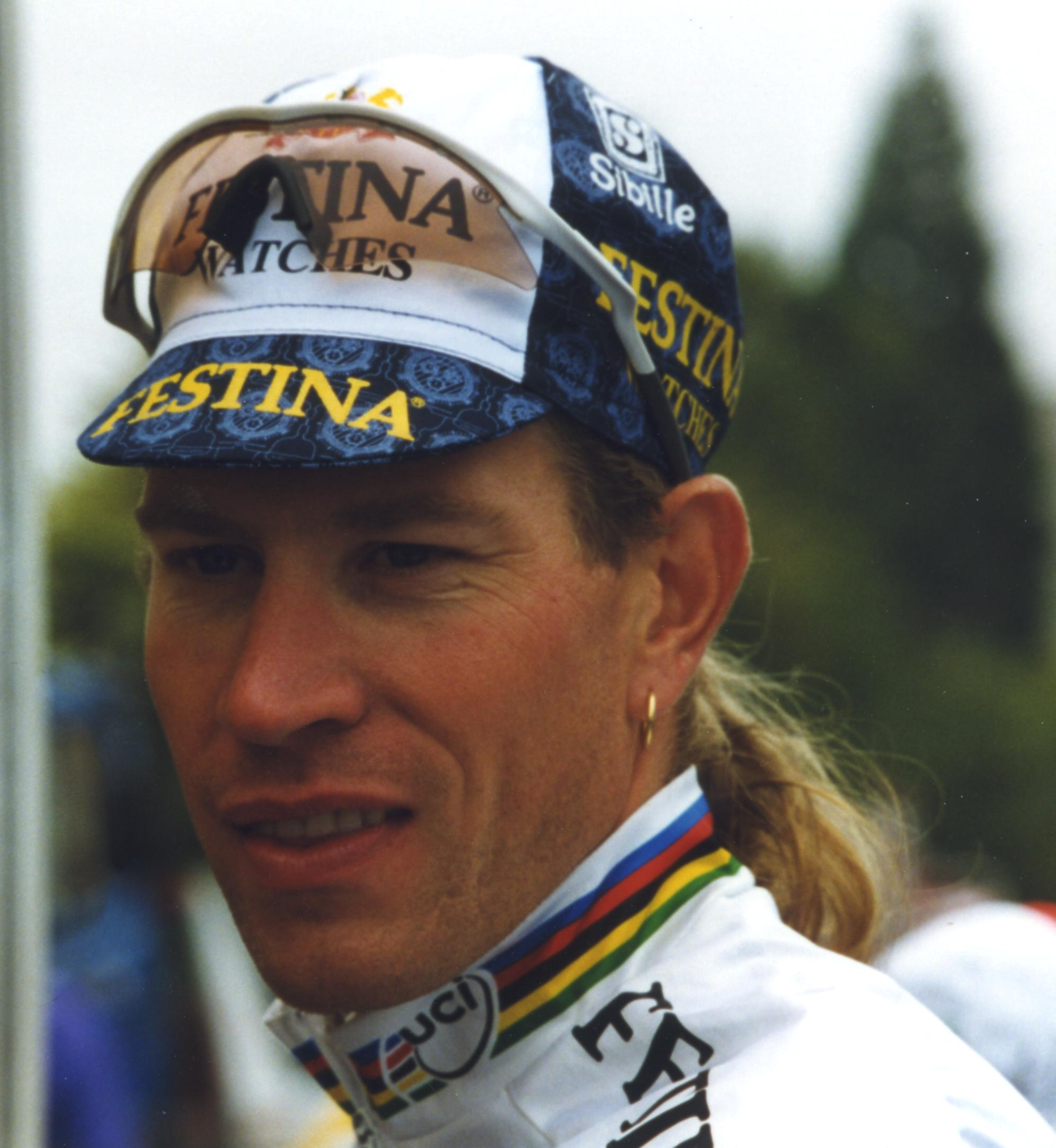
Laurent Brochard
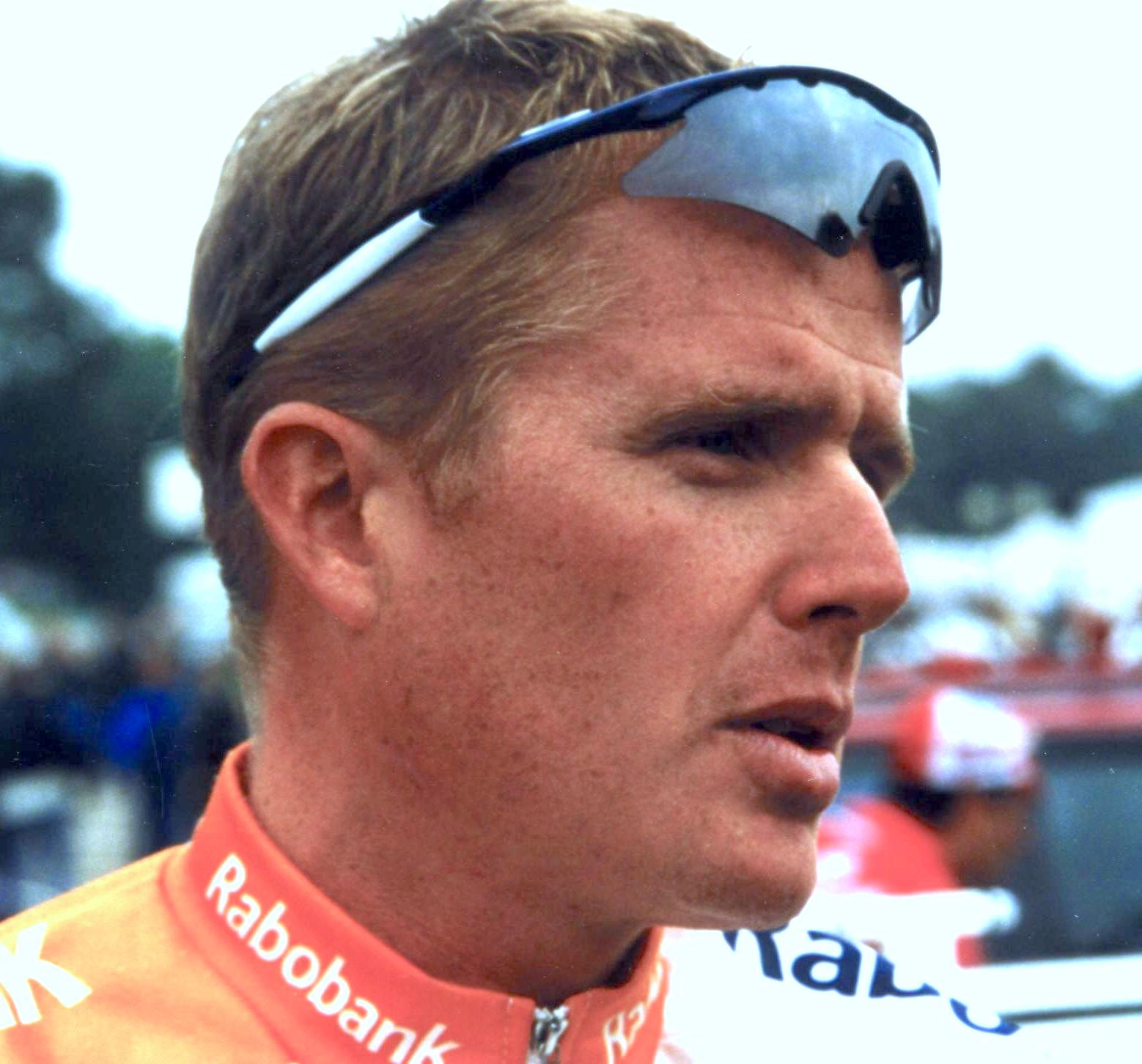
Rolf Sørensen
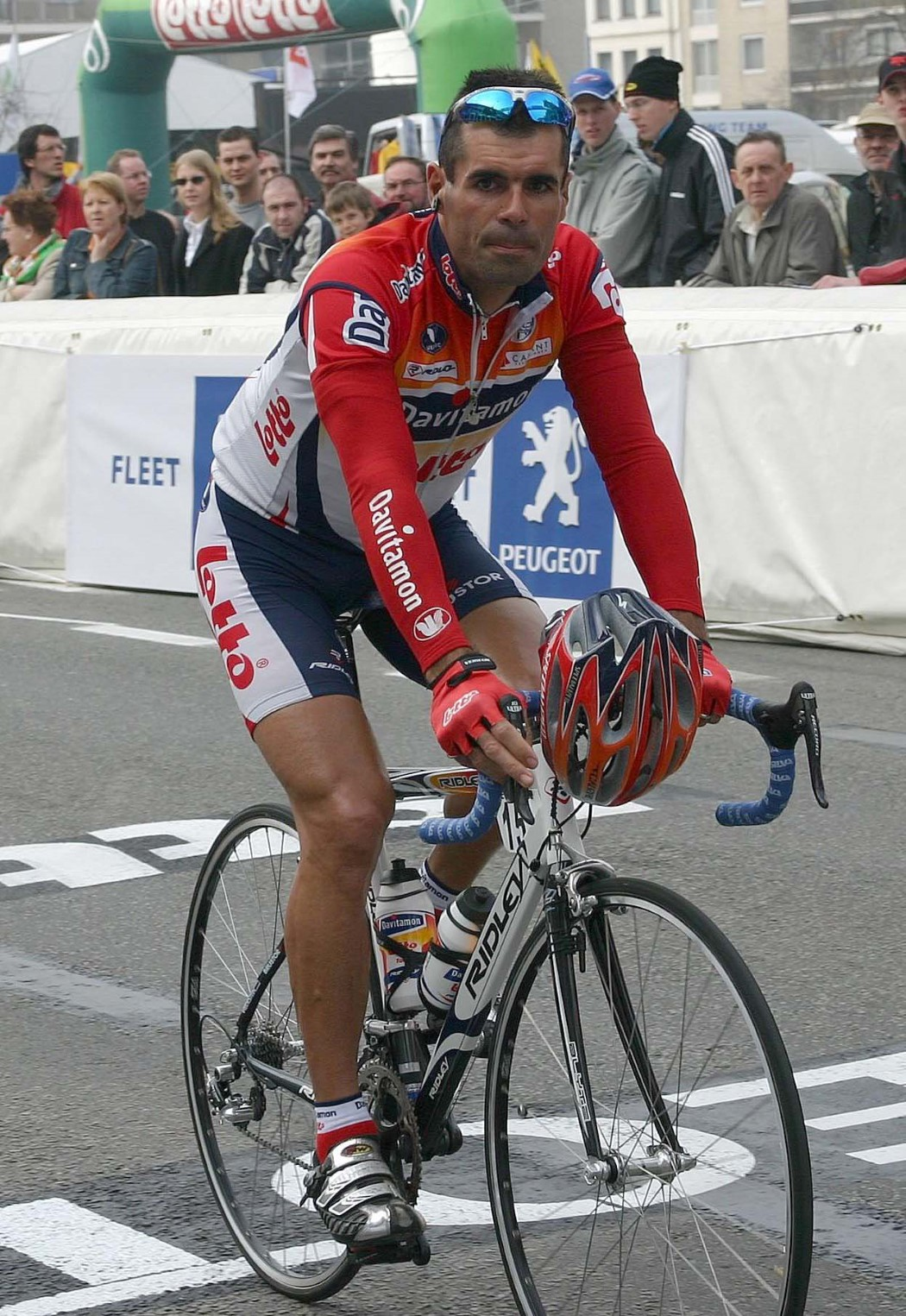
Peter Van Petegem
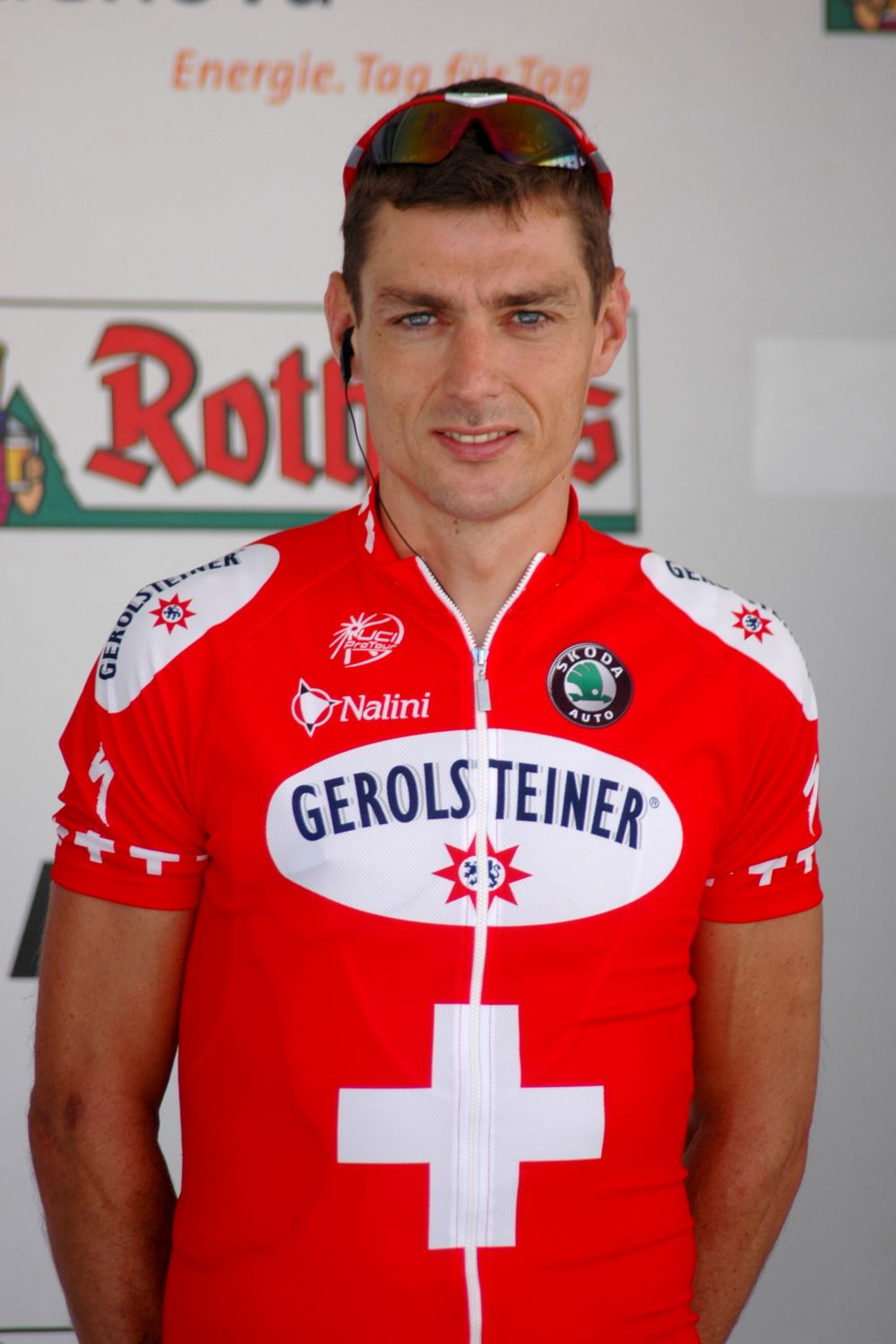
Beat Zberg
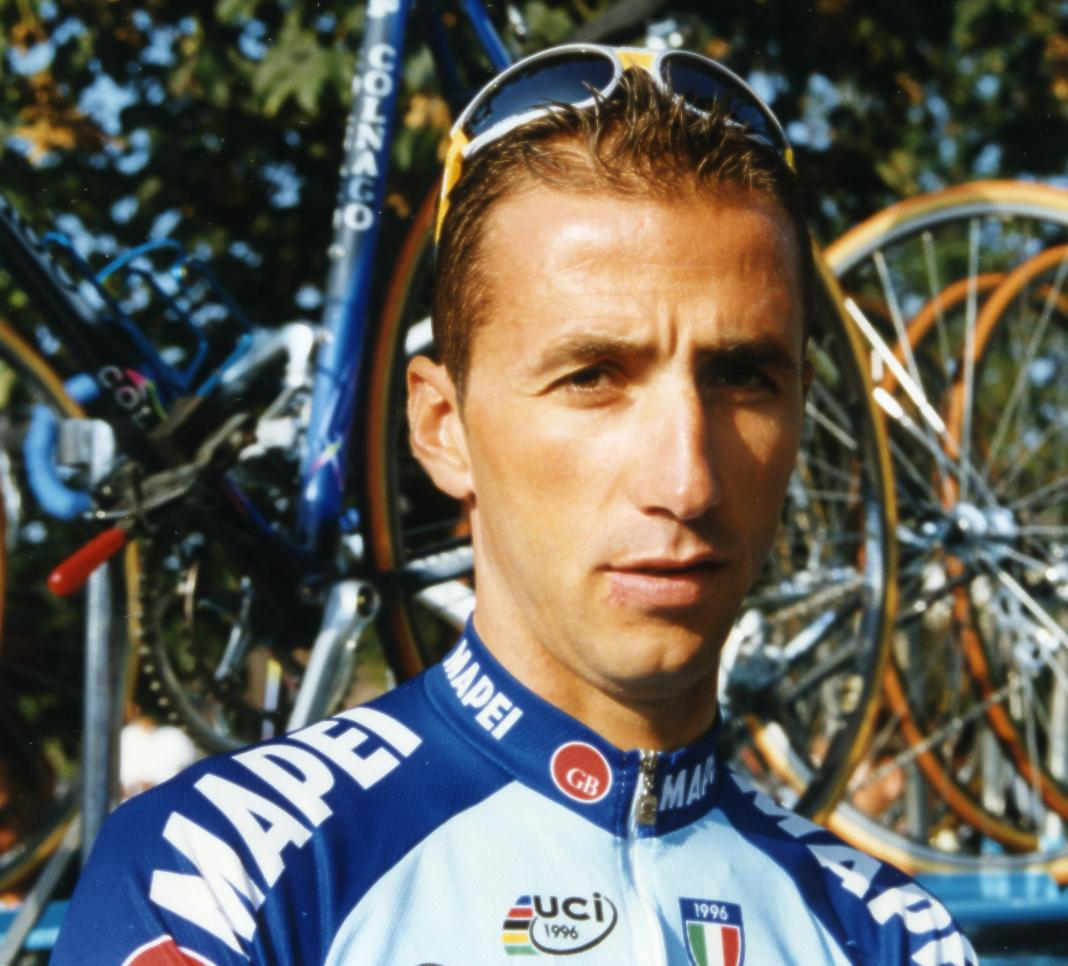
Andrea Tafi

1913 · 
1914 · 
1915 · 
1916 · 
1917 · 
1918 · 
1919 · 
1920 · 
1921 · 
1922 · 
1923 · 
1924 · 
1925 · 
1926 · 
1927 · 
1928 · 
1929 · 
1930 · 
1931 · 
1932 · 
1933 · 
1934 · 
1935 · 
1936 · 
1937 · 
1938 · 
1939 · 
1940 · 
1941 · 
1942 · 
1943 · 
1944 · 
1945 · 
1946 · 
1947 · 
1948 · 
1949 · 
1950 · 
1951 · 
1952 · 
1953 · 
1954 · 
1955 · 
1956 · 
1957 · 
1958 · 
1959 · 
1960 · 
1961 · 
1962 · 
1963 · 
1964 · 
1965 · 
1966 · 
1967 · 
1968 · 
1969 · 
1970 · 
1971 · 
1972 · 
1973 · 
1974 · 
1975 · 
1976 · 
1977 · 
1978 · 
1979 · 
1980 · 
1981 · 
1982 · 
1983 · 
1984 · 
1985 · 
1986 · 
1987 · 
1988 · 
1989 · 
1990 · 
1991 · 
1992 · 
1993 · 
1994 · 
1995 · 
1996 · 
1997 · 
1998 · 
1999 · 
2000 · 
2001 · 
2002 · 
2003 · 
2004 · 
2005 · 
2006 · 
2007 · 
2008 · 
2009 · 
2010 · 
2011 · 
2012 · 
2013 · 
2014 · 
2015 · 
2016 · 
2017 · 
2018 · 
2019 · 
2020 · 
2021 · 
2022 · 
2023 · 
2024
Lijst van beklimmingen